# Oberdorf, Haut-Rhin
Oberdorf är en kommun i departementet Haut-Rhin i regionen Grand Est (tidigare regionen Alsace) i nordöstra Frankrike. Kommunen ligger i kantonen Hirsingue som tillhör arrondissementet Altkirch. År 2018 hade Oberdorf 593 invånare.

## Befolkningsutveckling
Antalet invånare i kommunen Oberdorf
| Referens: INSEE |